# Hubert Schoonbroodt
Hubert Schoonbroodt (né le 8 août 1941 à Eupen, mort le 5 février 1992 à Jalhay), est un organiste, hautboïste et chef d'orchestre belge.

## Biographie
Il commence sa formation de hautboïste au conservatoire de Verviers et la complète à Paris. Parallèlement, il entreprend des études d'orgue à l'Institut Lemmens de musique ecclésiastique, anciennement à Malines et avec Pierre Froidebise à Liège. Il se perfectionne en musique ancienne à Paris auprès d'Antoine Geoffroy-Dechaume à la Schola Cantorum.
En 1962, il succède à Pierre Froidebise comme organiste et maître de chapelle du « Grand Séminaire de Liège », et en 1965, il est engagé par André Cluytens comme hautbois solo à l'Orchestre national de Belgique. En 1969, il est nommé professeur d'orgue au Conservatoire royal de Liège puis, dix ans plus tard, au Conservatoire royal de Bruxelles.
Parallèlement à sa carrière d'organiste, il devient un expert d'orgues, son conseil étant sollicité pour de nombreuses restaurations d'orgues historiques en Belgique, France, Allemagne, Luxembourg et aux Pays-Bas.
En tant qu'organiste et avec son orchestre de chambre, la Camerata Leodiensis, fondé en 1975, il s'engage pour la redécouverte d'œuvres de compositeurs belges et wallons oubliés, comme Lambert Chaumont, Henry Du Mont, Jean-Noël Hamal, Léonard de Hodémont, Pierre de la Rue, Pierre Van Maldere, Thomas Babou, Lambert Pietkin et autres. 
On lui doit aussi une intégrale sur disques (3) du Livre d’orgue de Thomas Babou (1980-84), et sa publication en partition au Documentatiecentrum voor orgel de Veurne (Furnes), Belgique, en 1986.
Ses enfants, Aurore Schoonbroodt-Doise organiste, violoniste et Serge Schoonbroodt organiste, chanteur, poursuivent également des carrières musicales.

## Élèves
Durant sa carrière professorale menée dans les Conservatoires Royaux de Liège et de Bruxelles, Hubert Schoonbroodt a formé de nombreux organistes.
Parmi ceux-ci, citons : Michel Crosset, Jean-Pierre Delville (Évêque de Liège), Stéphane Detournay, Luc De Vos, Bernard Foccroulle, Anne Froidebise, Carlo Hommel, François Houtart, Rudi Jacques (facteur d'orgues), Fabian Lochner, Éric Mairlot, Pit Nimax, Joëlle Sauvenière, Aurore Schoobroodt, Serge Schoonbroodt, Hans-André Stamm (de), Pierre Thimus, Pascale Van Coppenolle, Arnaud Van de Cauter, Patrick Wilwerth.

## Écrits
- L'orgue Jean-Baptiste Le Picard (1737) de l'abbaye Bénédictine de Liège, restauré en 1980, in : Les cahiers de Musique Vivante, no 1, Liège, 1980.

- L'orgue Henri Museler (1754-1757) de Glon, in : Les cahiers de Musique Vivante, no 3, Liège, 1981.

- Die Orgel der St-Batholomäus-Kirche Elsenborn, Katholisches Pfarramt Elsenborn, 1982.

- Orgues restaurées du Pays de Herve-Clermont-sur-Berwinne, Herve, Bolland, Saive, in : Les cahiers de Musique Vivante, no 4, Liège, 1982.

- L'orgue Perebom (1873) de Hombourg, restauré en 1984, in : Les cahiers de Musique Vivante, no 6, Liège, 1984.
- Restoration of historic organs in the Belgian Province of Liège, in : Organ Yearbook, 1988 (avec la collaboration de Guido Schumacher et Fabien Lochner).

## Documentaire
- Hubert Schoonbrooodt apparaît brièvement dans un documentaire consacré au Conservatoire Royal de Bruxelles (entre 19:58 et 22:44)[2].